# Stegoceras novomexicanum
Stegoceras novomexicanum es una especie de dinosaurio marginocéfalo paquicefalosáurido, que vivió a finales del período Cretácico, durante el Campaniense, hace aproximadamente ente 78 a 74 millones de años, en lo que hoy es Norteamérica. 
En 2002, Williamson y Carr describieron la cúpula de un cráneo, el espécimen NMMNH P-33983 de la cuenca de San Juan, Nuevo México, al que consideraron un paquicefalosaurio juvenil de especie incierta, posiblemente Sphaerotholus goodwini. En 2006, Sullivan y Spencer G. Lucas lo consideraron un S. validum juvenil, lo que ampliaría considerablemente el rango geográfico de la especie llegando hasta el sur de EE. UU. En 2011, Jasinski y Sullivan consideraron al espécimen un adulto y lo convirtieron en el holotipo de una nueva especie Stegoceras novomexicanum, con otros dos especímenes, SMP VP-2555 y SMP VP-2790, como paratipos. Un análisis filogenético de 2011 realizado por Watabe y sus colegas no halló suficientes semejanzas con otras especies descritas de Stegoceras, por lo que su asignación al género fue discutida.
En 2016, Williamson y Stephen L. Brusatte volvieron a estudiar el holotipo de S. novomexicanum y encontraron que los paratipos no pertenecían al mismo taxón que el holotipo, y que todos los especímenes involucrados eran juveniles. Además, no pudieron determinar si el espécimen holotipo representaba a S. novomexicanum, si era un juvenil de S. validum o de Sphaerotholus goodwini, o se trataba de otro paquicefalosáurido no conocido. En 2016, Jasinski y Sullivan defendieron la validez de S. novomexicanum, argumentando que algunas características utilizadas para diagnosticar la especie eran indicativas de una etapa subadulta, pero presentaban características de diagnóstico adicionales en el holotipo que distinguen a la especie. También señalaron algunas características de los adultos que pueden indicar heterocronía, diferencia en el momento de los cambios ontogenéticos entre taxones relacionados. Admitieron que los paratipos y otros especímenes asignados diferían del holotipo en tener cráneos más abovedados, por lo que se refirieron a ellos como cf. S. novomexicanum, difícil de identificar, pero encontró que probablemente todos pertenecían al mismo taxón, debido al intervalo estratigráfico y rango geográfico restringidos.